# Bolocera
Bolocera är ett släkte av nässeldjur. Bolocera ingår i familjen Actiniidae.
Släktet innehåller bara arten Bolocera tuediae.

## Bildgalleri

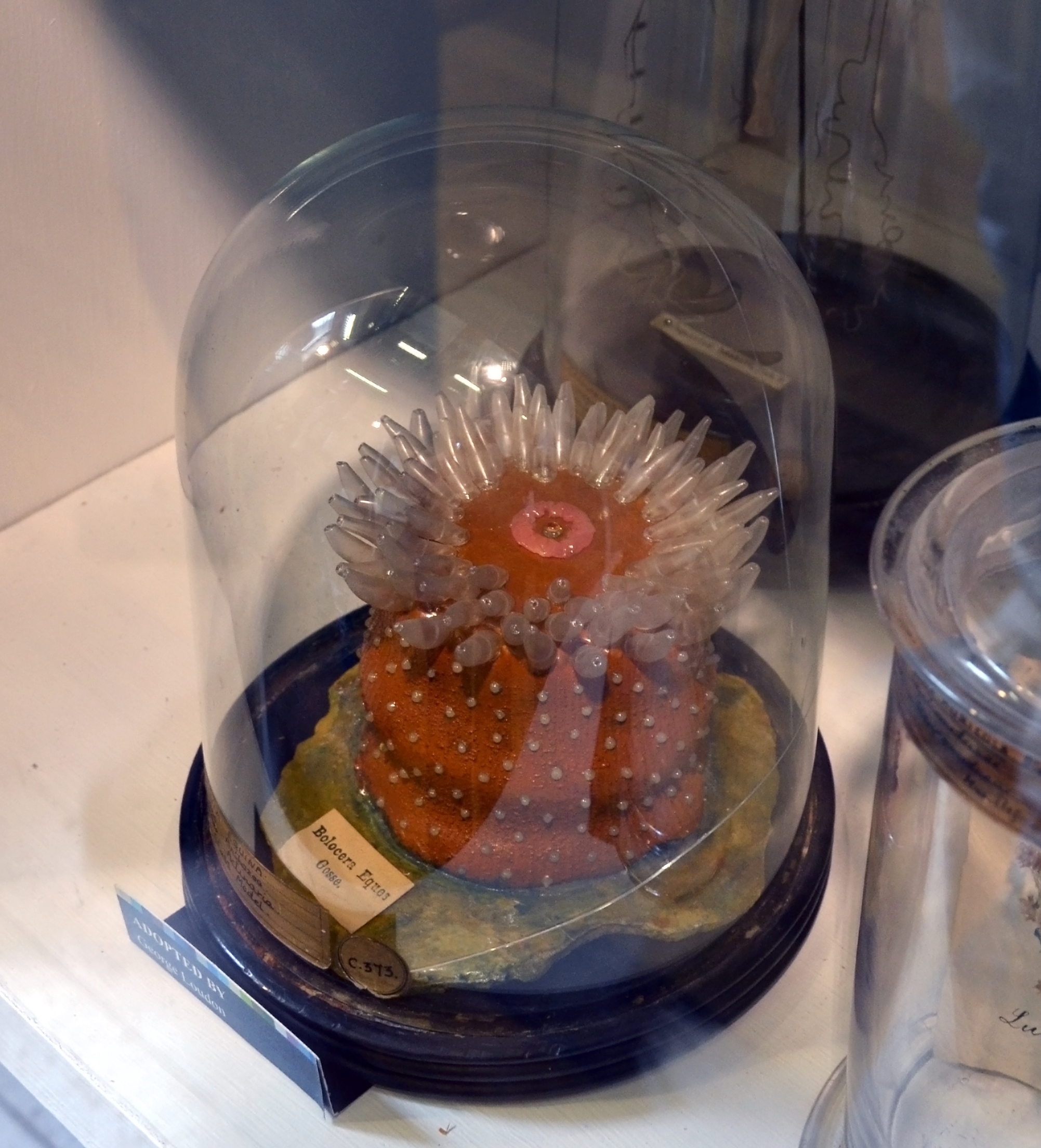
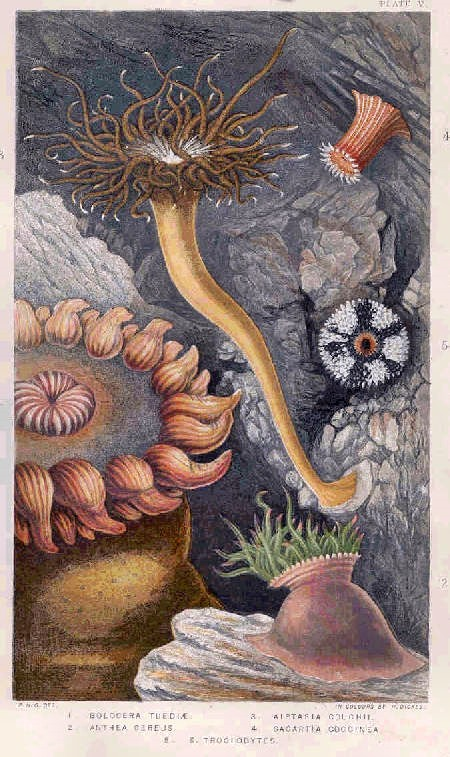
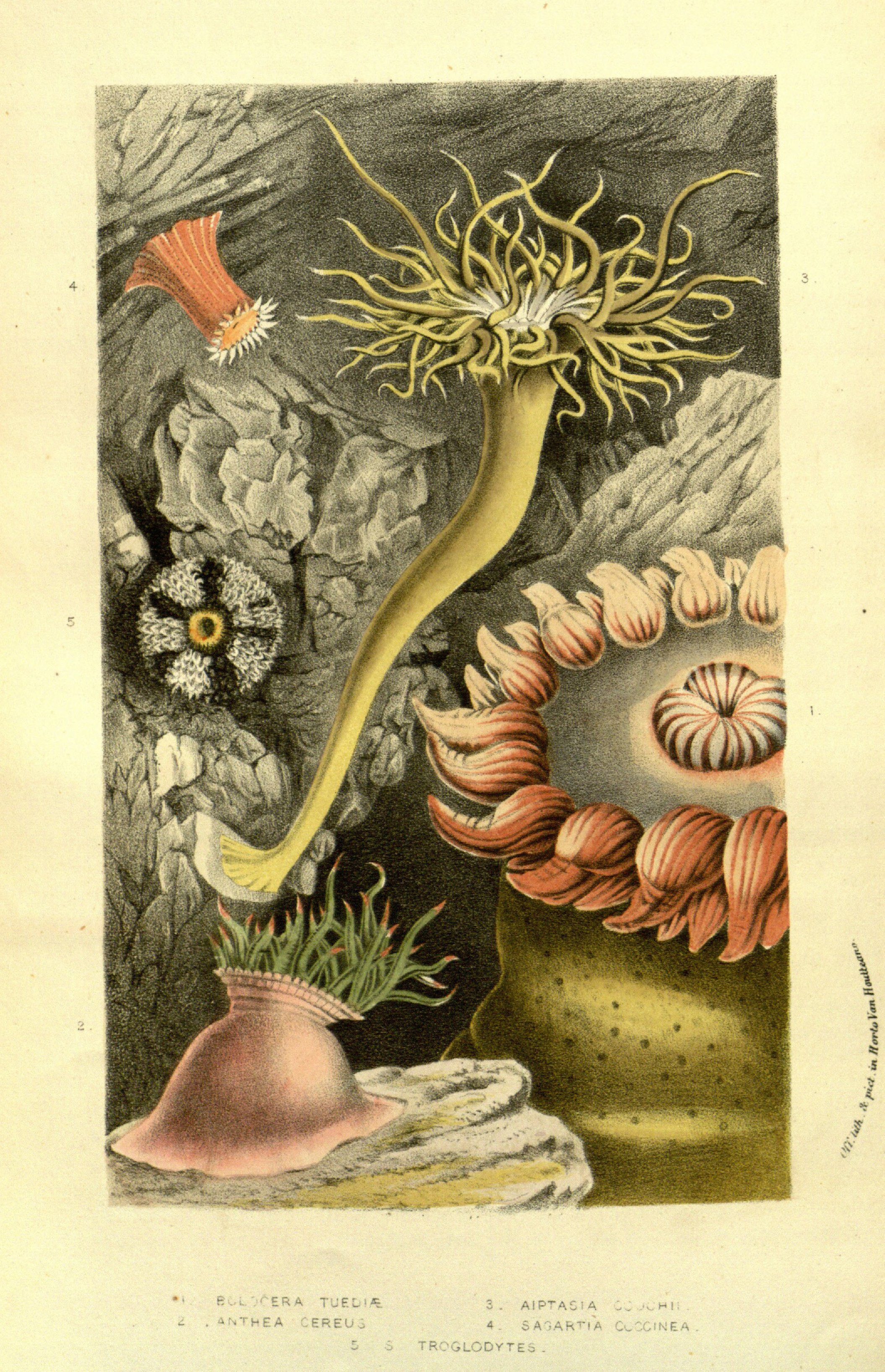